# 비에스종합병원
비에스종합병원(BS HOSPITAL)은 인천광역시 강화군에 있는 성수의료재단 소속 종합병원이다.

## 역사
- 2018년 11월 비에스종합병원 개원